# البطولات الوطنية الأمريكية 1938 (كرة مضرب)
قائمة بالأبطال في 1938 البطولات الوطنية الأمريكية لكرة المضرب (المعروفة الآن باسم أمريكا المفتوحة):

## الكبار

### فردي رجال
جون بدج هزم  جين ماكو 6-3 6-8 6-2 6-1

### فردي سيدات
آليس ماربيل هزم  نانسي وين بولتن 6-0, 6-3